# Kermes punctatus
Kermes punctatus är en insektsart som först beskrevs av Borchsenius 1960.  Kermes punctatus ingår i släktet Kermes och familjen eksköldlöss. Inga underarter finns listade i Catalogue of Life.